# Trương Quang Khánh
Trương Quang Khánh (sinh năm 1953) là một Thượng tướng Quân đội nhân dân Việt Nam, kỹ sư quân sự và chính khách người Việt Nam. Ông từng là Thứ trưởng Bộ Quốc phòng Việt Nam (2009–2016), nguyên Ủy viên Ủy ban Tài chính - Ngân sách Quốc hội. Trong Đảng Cộng sản Việt Nam, ông từng là Ủy viên Ban Chấp hành Trung ương Đảng Cộng sản Việt Nam khóa X, XI, Ủy viên Quân ủy Trung ương.

## Thân thế và binh nghiệp
Ông sinh ngày 4 tháng 8 năm 1953, quê tại xã Kim Bồng, thành phố Hội An, tỉnh Quảng Nam - Đà Nẵng cũ (ngày nay là xã Cẩm Kim, thành phố Hội An, tỉnh Quảng Nam).
Năm 1971, ông thi đậu vào trường Đại học Kỹ thuật Quân sự (nay là Học viện Kỹ thuật Quân sự), khóa VI. Sau một năm học tập tại Học viện, đạt kết quả xuất sắc, ông được tuyển chọn đi du học tại Liên Xô.
Năm 2000, bổ nhiệm làm Tư lệnh Binh chủng Công binh, thăng quân hàm Thiếu tướng.
Năm 2004, bổ nhiệm giữ chức Phó Tư lệnh Quân khu 1.
Năm 2005, bổ nhiệm làm Chủ nhiệm Tổng cục Kỹ thuật.
Năm 2006, Tại Đại hội Đảng toàn quốc khóa X được bầu làm Ủy viên Ban Chấp hành Trung ương Đảng Cộng sản Việt Nam.
Năm 2006, thăng quân hàm Trung tướng.
Năm 2007, được bổ nhiệm làm Chủ nhiệm Tổng cục Công nghiệp Quốc phòng.
Năm 2009, được bổ nhiệm làm Thứ trưởng Bộ Quốc phòng.
Năm 2016, ông nghỉ chờ hưu.

## Lịch sử thụ phong quân hàm
| Cấp bậc | Thiếu tướng | Trung tướng | Thượng tướng |  |  |  |  |  |  |  |  |
|         |             |             |              |  |  |  |  |  |  |  |  |